# Golop
Golop este un sat în districtul Gönc, județul Borsod-Abaúj-Zemplén, Ungaria, având o populație de 590 de locuitori (2011). 

## Demografie
Componența etnică a satului Golop
     Maghiari (98,96%)
     Ucraineni (1,04%)
Componența confesională a satului Golop
     Romano-catolici (51,69%)
     Reformați (20,34%)
     Greco-catolici (3,73%)
     Necunoscută (23,05%)
     Alte religii (1,19%)
Conform recensământului din 2011, satul Golop avea 590 de locuitori. Din punct de vedere etnic, majoritatea locuitorilor (98,96%) erau maghiari, cu o minoritate de ucraineni (1,04%).  Din punct de vedere confesional, majoritatea locuitorilor (51,69%) erau romano-catolici, existând și minorități de reformați (20,34%) și greco-catolici (3,73%). Pentru 23,05% din locuitori nu este cunoscută apartenența confesională.